# Англійці в Україні
Англійці в Україні — етнічна меншина в Україні.

## Перші згадки
Перші згадки про перебування англійців на території України відносяться до часів Кримської війни (1853—1856), коли у складі союзницьких військ у Криму перебувала певна кількість англійців.
Згідно з легендою, солдати британської армії під час Кримської війни (1853—1856) так сильно мерзли під кримським містом Балаклавою, що придумали в'язану шапку з такою ж назвою. Зима 1854—1855 року була дуже холодною, а більша частина британських військ не отримала вчасно зимового обмундирування, житла і харчування.
Тоді ж англійці збудували в Криму Велику Кримську Центральну Залізницю.
Наприкінці ХІХ століття декілька сотень британців переселились на територію сучасної України в ході індустріалізації. Найвідоміший британець того часу — Джон Юз, який заснував сучасне місто Донецьк (до радянського часу носило назву Юзівка). У Юзівці існувала окрема англійська колонія, діяв Англійський клуб, англіканська церква та окреме англійське кладовище.

## Англійська громада на українських територіях за даними перепису 1897 р
За переписом 1897 року в Катеринославській губернії проживало 207 уродженців Великої Британії, абсолютна більшість яких (168 осіб) проживали компактно в Бахмутському повіті. При цьому приналежність до англіканської церкви зазначили лише 46 мешканців Катеринославської губернії (з них — 28 — у Бахмутському повіті).
Англійську мову рідною назвали 369 осіб. Більшість англомовних, знову ж таки — у Бахмутському повіті: 284 людини.
За тим же переписом у Київській губернії проживало, 57 уродженців Великої Британії, 127 підданих, 34 прихожани англіканської церкви та 83 особи, що зазначили рідною мовою англійську.

Станом на 1917 р. у Юзівці проживав 101 англієць.
| НАЦІОНАЛЬНІСТЬ | ЧИСЕЛЬНІСТЬ НА 1979 р. | %      | ЧИСЕЛЬНІСТЬ НА 1989 р. | %      | ЧИСЕЛЬНІСТЬ НА 2001 р. | %      |
| -------------- | ---------------------- | ------ | ---------------------- | ------ | ---------------------- | ------ |
| Англійці       | 48                     | 0,00 % | 58                     | 0,00 % | 112                    | 0,00 % |
| Україна        | 49609333               | 100 %  | 51452034               | 100 %  | 48240902               | 100 %  |

## Англіканська церква в Україні
З 1900 р. англіканський храм діяв в Юзівці.

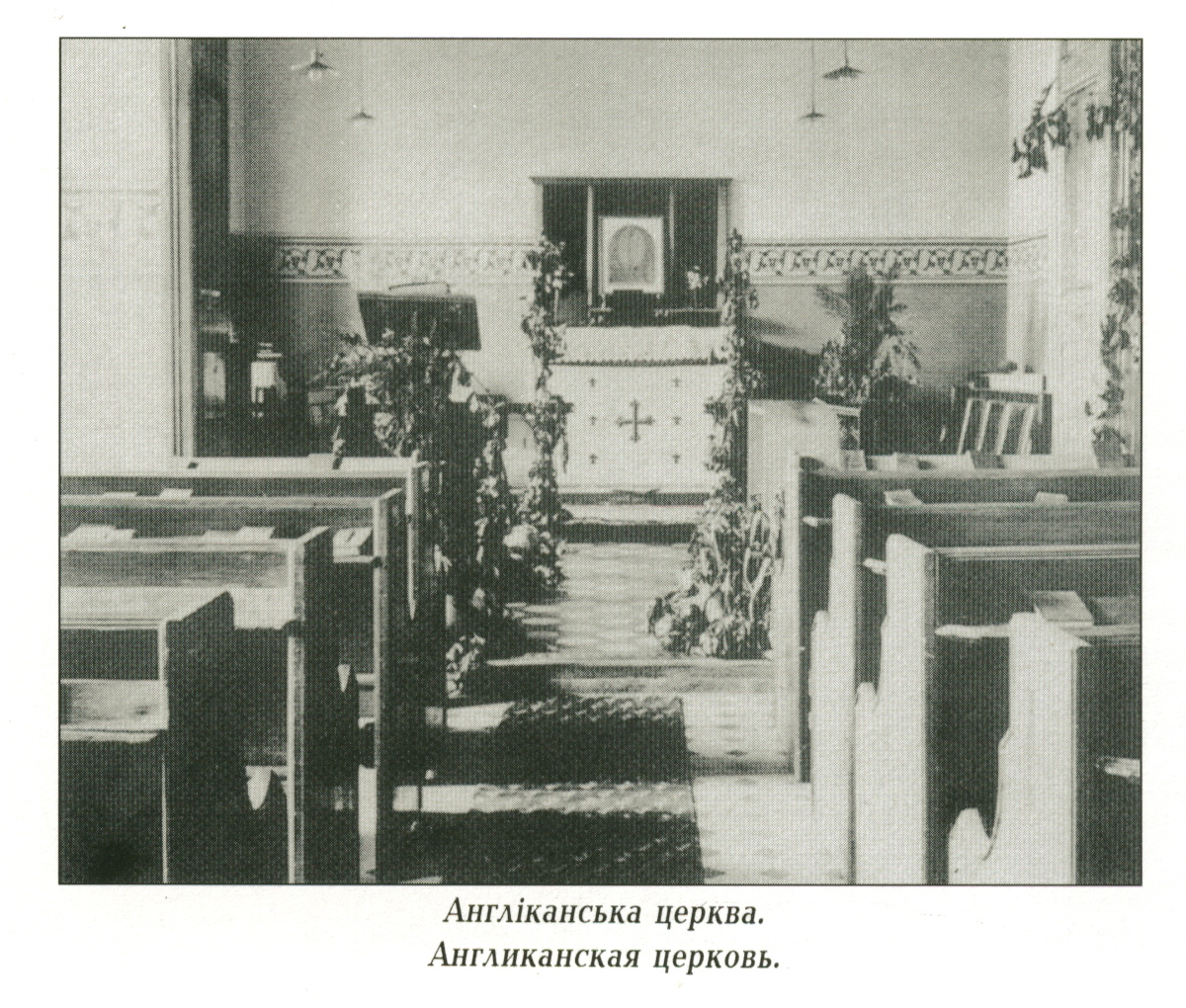
Англіканська церква в Юзівці

Представництво Англіканської церкви в Україні відновлене 1999 року.
Станом на 2018 рік в Україні діяла парафія Англіканської церкви у Києві. Приміщення їм надавала Німецька лютеранська церква за адресою вул. Лютеранська, 22. Також в Одесі діє Морська місія.

## Видатні англійці в Україні
- Блакберн Андрій Альфредович — кандидат біологічних наук
- Джон Юз — гірничий інженер, засновник металургійного заводу (1869) російсько-британського «Новоросійського (Металургійного) Товариства» кам'яновугільного, залізного й рейкового виробництва; при заводі виникло згодом місто Юзівка (тепер Донецьк).